# Andreas Koch (Politiker)
Andreas Rasmus Nielsen Koch (* 17. August 1871 in Chefoo, China; † 22. August 1952 in Hamburg) war ein deutscher Jurist und Politiker.

## Leben
Koch wurde 1871 als Sohn des Kapitäns Andreas Johannes Koch und dessen Ehefrau Wilhelmine Maria Magdalena geb. Moeller geboren. Nach dem Besuch des Flensburger und Wandsbecker Gymnasiums studierte er Rechtswissenschaften in Tübingen und Leipzig. Während seines Studiums wurde er 1890 Mitglied der Tübinger Burschenschaft Derendingia. Er wurde zum Dr. iur. promoviert. Nach seinem Studium arbeitete er als Rechtsanwalt, dann als Amts- und Landrichter in Hamburg. 1914 wurde er Rat am Hanseatischen Oberlandesgericht. Von 1913 bis 1933 war er Mitglied der Hamburgischen Bürgerschaft und gehörte von 1924 bis 1933 dem Hamburger Bürgerausschuss an und war Aufsichtsratsmitglied der Hamburger Gaswerke. Ab 1918 gehörte der der Deutschnationalen Volkspartei an.
Nach dem Zweiten Weltkrieg wurde Koch Vorsitzender der kleinen „Hamburger Rechte“, die sich explizit als Nachfolgerin der DNVP verstand. Diese schloss sich im Sommer 1946 mit dem Hamburger Landesverband der Deutschen Aufbau zur Deutschen Konservativen Partei vereinigte. Für die DKP kandidierte er bei der Bundestagswahl 1949 auf Platz vier der Landesliste Hamburg, verpasste aber den Einzug in den Bundestag. Bei der Bezirksausschusswahl im Bezirk Hamburg-Mitte wurde er als Vertreter der DKP auf der Liste des Vaterstädtischen Bundes Hamburg in den Bezirksausschuss gewählt und gehörte ihm bis zu seinem Tode 1952 an. 
Sein Enkel ist der Publizist und Theaterpädagoge Gerd Koch. 